# اسمارت
اسمارت برندی آلمانی از طرف شرکت دایملر آ گ است که به ساخت خودروهای میکروکار شناخته شده‌است.

## مدلهای تولیدی
| دوره ساخت   | مدل                                                                  | تصویر |
| ----------- | -------------------------------------------------------------------- | ----- |
| ۱۹۹۸-۲۰۰۰   | اسمارت سیتی کوپه و سیتی کابریو (۲۰۰۰)                                |       |
| ۲۰۰۲        | اسمارت کراسبلید                                                      |       |
| ۲۰۰۱-۲۰۰۷   | اسمارت سیتی کوپه و سیتی کابریو (نامش در سال ۲۰۰۴ به فورتو تغییر کرد) |       |
| ۲۰۰۱-۲۰۰۴   | اسمارت کی (فقط در ژاپن)                                              |       |
| ۲۰۰۳-۲۰۰۵   | اسمارت رودستر                                                        |       |
| ۲۰۰۴-۲۰۰۶   | اسمارت فورفور                                                        |       |
| ۲۰۰۸-تاکنون | اسمارت فورتو                                                         |       |
| ۲۰۰۸-تاکنون | اسمارت فورتوی برقی (که نام پیشین آن ئی‌وی بود)                        |       |